# Leptodrymus pulcherrimus
Leptodrymus pulcherrimus – gatunek węża z rodziny połozowatych (Colubridae), jedyny przedstawiciel monotypowego rodzaju Leptodrymus. Występuje w Ameryce Centralnej – w Gwatemali, Salwadorze, Hondurasie, Nikaragui i Kostaryce.